# Cal Bargalló
Cal Bargalló és un edifici del municipi del Molar (Priorat) inclòs en l'Inventari del Patrimoni Arquitectònic de Catalunya.

## Descripció
Edifici de paredat i tàpia, amb restes d'arrebossat, de planta baixa, pis i golfes i cobert per teulada. A la façana principal s'hi obre una porta i dues finestres, dues més al primer pis i altres dues a les golfes. En altres façanes hi apareixen balcons de fusta, típics de la comarca. En un dels murs hi ha un rellotge de sol, molt malmès. La porta, adovellada, presenta un escut il·legible a la clau. Hom hi accedeix per dos amplis graons amb restes d'empedrat de còdols.
Dins l'edifici es conserva la Mare de Déu del Roser, una omatge de fusta policromada d'uns 30 cm d'alçada, instal·lada dins una petita fornícula revestida de fusta i amb porta de vidre situada a l'entrada de la casa. Representa la Mare de Déu del Roser que sosté l'Infant Jesús al braç esquerre. Segons A. Cubells, autor d'una "Història del Molar", la imatge és una reproducció en miniatura de l'antiga imatge que hi havia a l'altar major de la primitiva església local, traslladat després a una capella lateral del nou temple parroquial. Hauria de correspondre a una imatge del segle xvi o XVII.
Segons la propietària de la casa, la imatge és autèntica i fou sortejada entre els propietaris del poble en desmuntar-se l'antiga església, essent retirada durant el període 1936-1939.

## Història
Cal Bargalló, juntament amb les altres cases de la plaça Major, constitueix una de les construccions més antigues del nucli urbà, juntament amb Can Claro Vell, Cal Coco Vell i la casa principal cal Vilanova. Sembla que eren les cases de parcers de la finca principal. Així com d'altres cases foren aixecades de nou, cal Bargalló continua avui essent habitada. Malgrat que de difícil datació, és evident que balcons i finestres no es corresponen a l'època inicial.